# Верхняя Лужица (военный полигон)

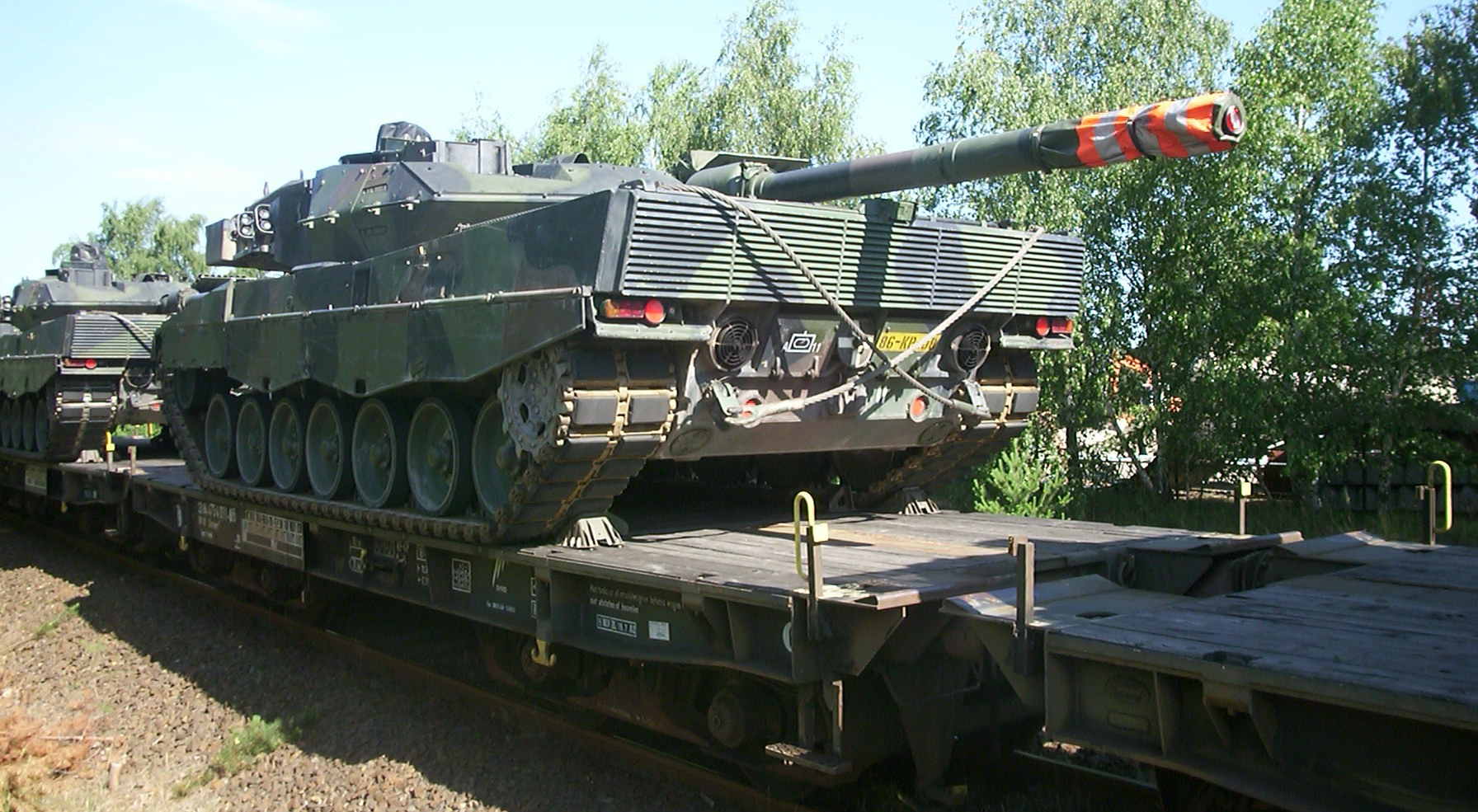
Леопард 2 армии Нидерландов в июне 2017 году по дороге на военный полигон Верхняя Лужица

Военный полигон «Верхняя Лужица» (нем. Truppenübungsplatz Oberlausitz, в.-луж. Wojerske zwučowanišćo Hornja Łužica, сокращённая форма — TrÜbPl Oberlausitz) — военный полигон бундесвера, расположенный в малонаселённой северной части федеральной земли Саксония. Назван по наименованию исторического района Верхняя Лужица.
Протяжённость с севера на юг составляет около девяти километров и с востока на запад — около 38 километров. Восточную основную часть полигона ограничивает автомобильная дорога S127, на юге — угольная шахта Тагебау-Райхвальде и коммуна Ричен. В коммуне Шпреталь находится отдельный от основной части Западный отдел полигона, который занимает почти четверть этой коммуны. Через центр восточной части полигона проходит федеральная дорога B 115 и железнодорожная линия Берлин-Гёрлиц.
Занимает площадь в около 175 км² и является четвёртым по размеру среди военных полигонов Германии.
Полигон был основан Советской Армией в 1945 году. Во время оккупации Германии здесь находились танковый полигон и военный лагерь. На юге от деревни Хайде были построены комендатура и казармы, в которых могут размещаться до 1650 военнослужащих.. В начале 1950-х годов полигон был передан в ведение Казарменной народной полиции и в 1956 году — Национальной народной армии ГДР. Строительство тепловой электростанции Боксберг в 1966 году и разработка угольной шахты Тагебау-Райхвальде разделило полигон на две части: большую восточную часть и Западный отдел.
После объединения Германии полигон перешёл в ведение Бундесвера. В ноябре 1990 года прошли первые учения Бундесвера. В середине 1990-х годов была построена дорога под названием Spreestraße, которая соединяла объекты полигона с общественными автомобильными дорогами. Полигон имеет собственную железнодорожную грузовую станцию в Вайскайселе.
На полигоне были проведены несколько военных учений НАТО. На территории полигона запрещены любые съёмки по времени и в пространстве. Для съёмок требуется разрешение.